# Franz Jung
Franz Josef Johannes Konrad Jung, född 26 november 1888 i Neiße, Övre Schlesien, i Tyska kejsardömet (nu Nysa i Polen), död 21 januari 1963 i Stuttgart var en tysk författare, nationalekonom och politiker. Jung publicerade sig även under flera pseudonymer, bland annat Franz Larsz och Frank Ryberg. Hans författarskap ansågs skadligt och icke önskvärt under den nationalsocialistiska eran. Franz Jung är inte översatt till svenska (2023).

## Biografi
Franz Jung var son till urmakarmäster Franz Jung och Clara, född Doering. Efter sin studentexamen i födelsestaden år 1907 började Franz Jung studera musik i Leipzig, men bytte snart till helt andra ämnen: ekonomi, rätts-, konst- och religionsvetenskap. År 1908 flyttade han över till Jenas universitet, men efter ett bråk flyttade han vidare till universitetet i Breslau år 1909. Här lärde han känna dansösen Margot, som han gifte sig med i januari 1911. Samma år föddes sonen Franz, men eftersom äktenskapet präglades av ständiga gräl omhändertogs pojken av farföräldrarna i Neiße. I slutet av detta år sadlade studenten Franz Jung än en gång om, till Münchens universitet, där han färdigställde en avhandling i ekonomi, Die Auswirkungen der Produktionssteuer in der Zündholzindustrie. I München blev han bekant med politiskt radikala skribenter som Erich Mühsam, och med skönlitterära författare som Leonhard Frank, Oskar Maria Graf och Karl Otten, och med en psykoanalytiker som Otto Gross.

## Verk
Franz Jung debuterade 1912 med novellsamlingen Das Trottelbuch på Verlag Theodor Gerstenberg i Leipzig, en andra upplaga av den utkom 1918 i Berlin på Verlag Die Aktion. Med början 1912 medarbetade Jung i de expressionistiska tidskrifterna Die Aktion och Der Sturm. 1913 utkom hans andra roman Kameraden...! på Verlag Weißbach i Heidelberg och 1915 utgav bokförlaget Die Aktion Jungs tredje roman Sophie: der Kreuzweg der Demut. Denna följdes året efter av romanen Opferung på samma förlag, och av Saul, ett drama om Israels förste kung. Dessa böcker, tillsammans med ytterligare sex, finns att läsa i International Dada Archive, mycket beroende på att Franz Jung 1921–1923 publicerade nio böcker på Wieland Herzfeldes (1896–1988) vänsterradikala Malik-Verlag i Berlin, förknippat med just den tyska dadaismen, ett par av böckerna dessutom illustrerade av George Grosz. Jungs båda pjäser Die Kanaker och Wie lange noch sattes upp av Proletarisches Theater i Berlin våren 1921 i regi av Erwin Piscator och med amatörskådespelare i rollerna. Romanen Die rote Woche (1921) handlar om ett arbetaruppror i ett litet tyskt samhälle 1918–19, med givna paralleller till matrosupproret och den tyska novemberrevolutionen. Romanen tillhörde de böcker som ett decennium senare skulle brännas under demonstrativa bokbål i Nazityskland 1933.

### Böcker på VerlagDie Aktioni Berlin
- Sophie. Der Kreuzweg der Demut, roman (1915)
- Saul, skådespel (1916)
- Opferung, roman (1916)
- Das Trottelbuch (1918), nyutgåva av debutboken
- Der Sprung aus der Welt, roman (1918)
- Joe Frank illustriert die Welt, roman (1921)

### Böcker på Malik-Verlag i Berlin
- Proletarier, berättelse (1921)
- Die Kanaker – Wie lange noch?, två skådespel (1921)
- Die Technik des Glücks (1921) och Mehr Tempo! Mehr Glück! Mehr Macht. Ein Taschenbuch für Jedermann (1923), en samhällsanalytisk essä i två delar, med "psykologiska instruktioner" till lycka
- Die rote Woche, "proletärroman", illustrerad av George Grosz (1921)
- Annemarie. Schauspiel in vier Akten, skådespel (1922)
- Arbeitsfriede, "proletärroman", illustrerad av George Grosz (1922)
- Hunger an der Wolga, reportagebok (1922)
- Die Eroberung der Maschinen, roman, fotomontage av John Heartfield som omslag (1923) Online (nemesis.marxists.org) (tyska)